# FKオムラディナツ・バニャ・ルカ
FKオムラディナツ・バニャ・ルカ（FK Omladinac Banja Luka）は、ボスニア・ヘルツェゴビナのスルプスカ共和国バニャ・ルカをホームタウンとするサッカークラブである。

## 歴史
1996-97シーズンにドルガ・リーガRS・バニャ・ルカ地域で優勝してプルヴァ・リーガRSに初昇格した。ビイェリナ地域ではドリナ・ズヴォルニク、プリイェドル地域ではスロボダ・ノヴィ・グラード、スルプスコ・サラエヴォ地域ではジェリェズニチャル・スルプスコ・サラエヴォが優勝して昇格したが、オムラディナツ・バニャ・ルカ以外の3チームはプルヴァ・リーガRS初年度の1995-96シーズンに参加して降格したチームであった。
1997-98シーズンはオムラディナツAPBバニャ・ルカの名前で18チーム中7位の成績を残した。
2000-01シーズンにクプ・レプブリケ・スルプスケで準決勝に進出、同じく準決勝に進出したコザラ・グラディシュカ、ラドニク・ビイェリナ、ボクシト・ミリチと共に統一されたボスニア・ヘルツェゴビナカップに参加した。インターミディエイト・ラウンドでチェリク・ゼニツァに3-2、1-2で勝利してスルプスカ共和国のチームで唯一準々決勝に進出したが、シロキ・ブリイェグに1-2、0-1で敗れた。2000-01シーズンのボスニア・ヘルツェゴビナカップはスルプスカ共和国のクラブとボスニア・ヘルツェゴビナ連邦のクラブが一緒に参加した最初の大会であった。

## 獲得タイトル
- ドルガ・リーガRS：3回
  - 1996-97, 2000-01, 2005-06